# Citroën Ami (2020)
Ne doit pas être confondu avec Citroën Ami (1961).
La Citroën Ami est une voiture sans permis électrique à deux places du constructeur automobile français Citroën, produite à partir de 2020 et commercialisée à partir du 11 mai 2020. Elle est annoncée par le show car Ami One, et reprend le nom de la Citroën Ami 6/8 commercialisée de 1961 à 1978.
Elle est également commercialisée par d'autres marques du groupe Stellantis sous les appellations Opel Rocks-e, Opel Rocks Electric et Fiat Topolino.

## Présentation
La Citroën Ami est dévoilée le 27 février 2020 à Paris La Défense Arena et commercialisée en France à partir de juin 2020 dans une couleur de caisse unique (bleu-gris) personnalisable avec des stickers. Pour réduire les coûts de production, elle est produite au Maroc dans l'usine Stellantis de Kénitra.
L'Ami est développée par le sous-traitant Altran (renommé depuis Capgemini Engineering) sous la forme d'un projet clef en main. En France, elle est classifiée comme un quadricycle léger à moteur pouvant être conduit sans permis pour les personnes nées avant 1988 ou à partir de 14 ans à condition de posséder le permis AM — anciennement Brevet de sécurité routière (BSR) — comprenant une formation pratique avec sept heures sur route et limitée à 45 km/h.
L'Ami peut être utilisée en autopartage dans le réseau Free2Move du Groupe PSA, louée ou achetée, sur Internet ou dans les magasins Fnac et Darty avec lesquels Citroën a conclu un partenariat pour l'exposition, la vente ou la location du véhicule à partir du 30 mars 2020. Le véhicule peut être retiré dans un magasin, une concession Citroën ou livré à domicile.

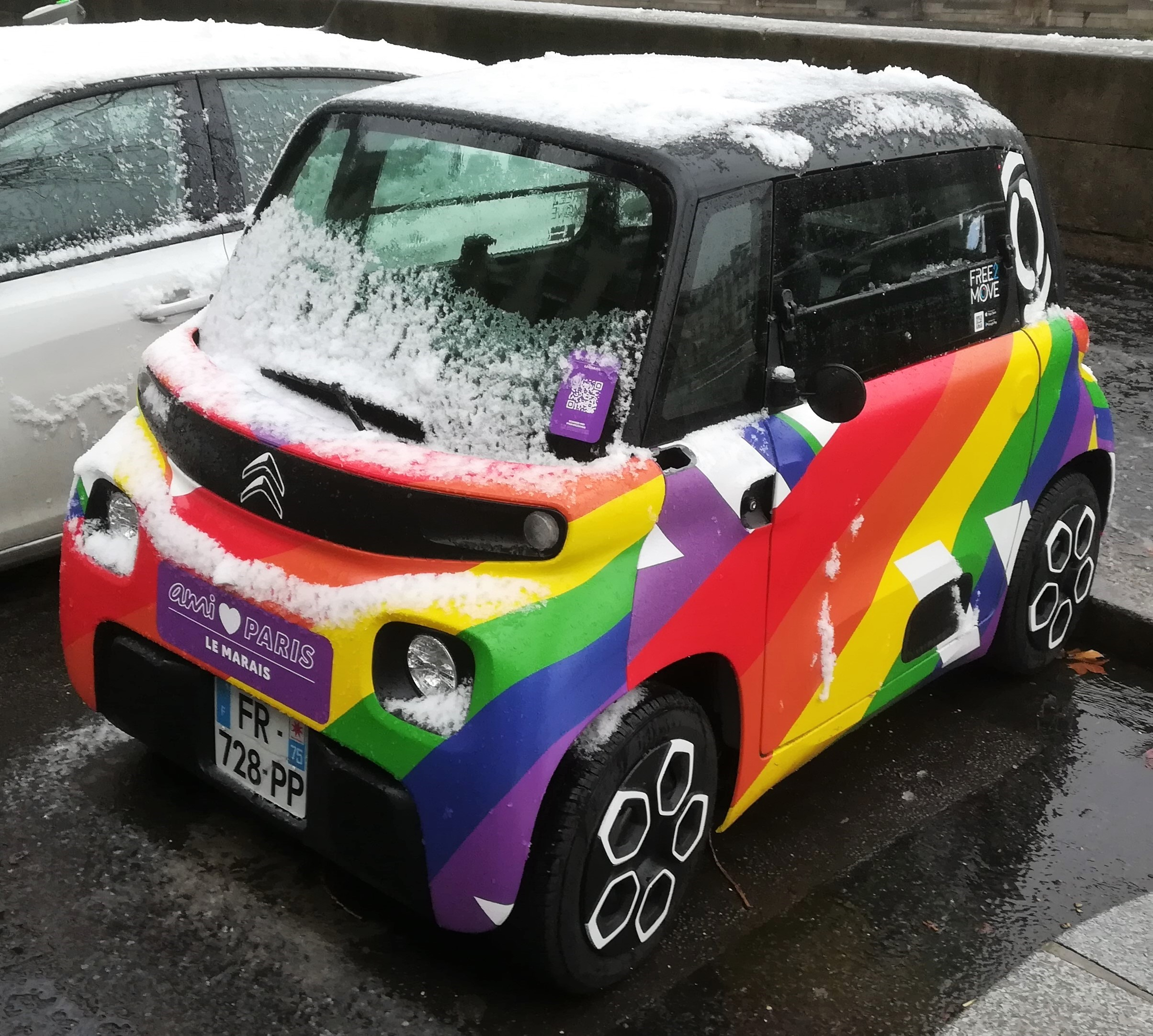
Citroën Ami appartenant à un service d'autopartage à Paris (vue de l'avant).
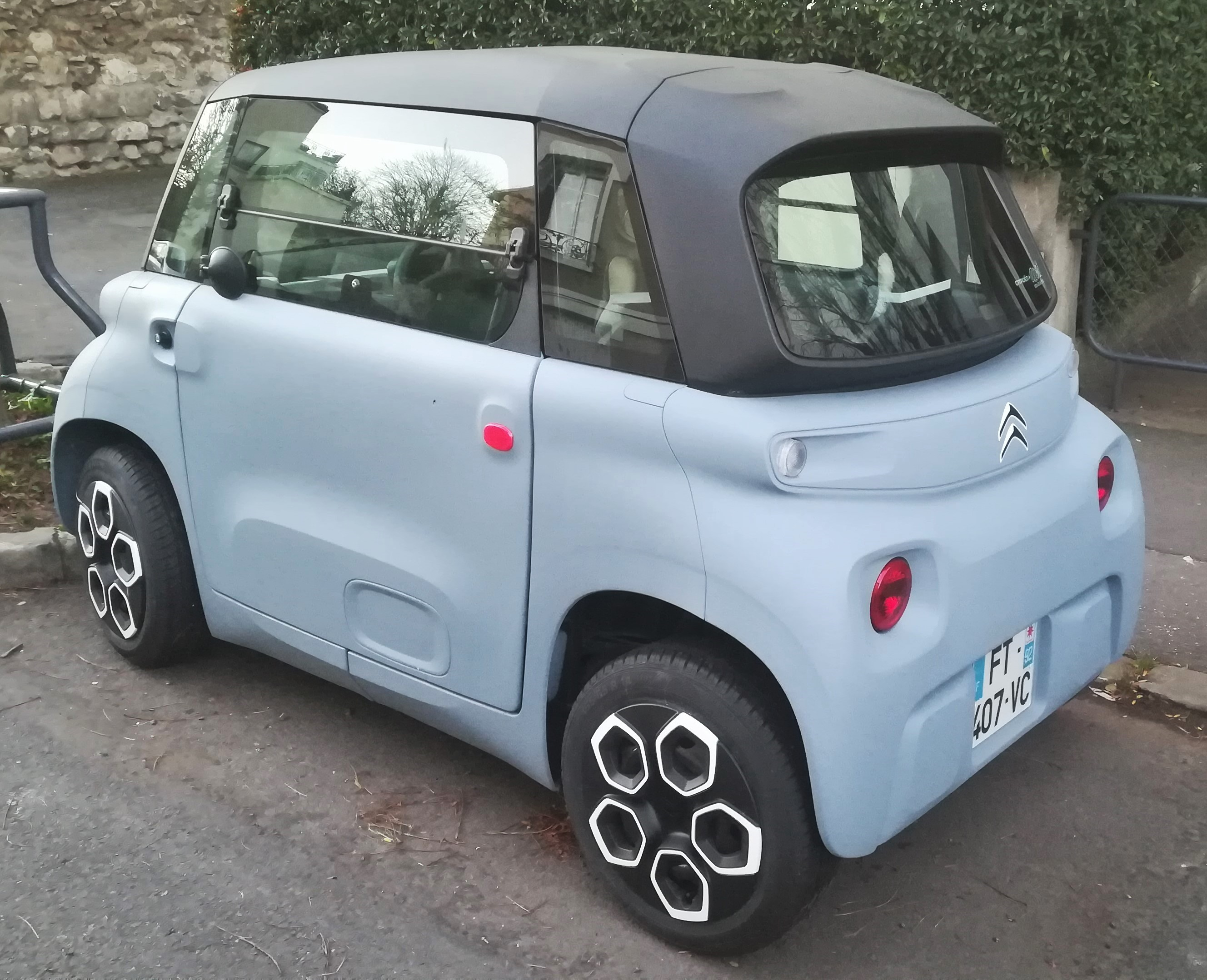
Vue de l'arrière.
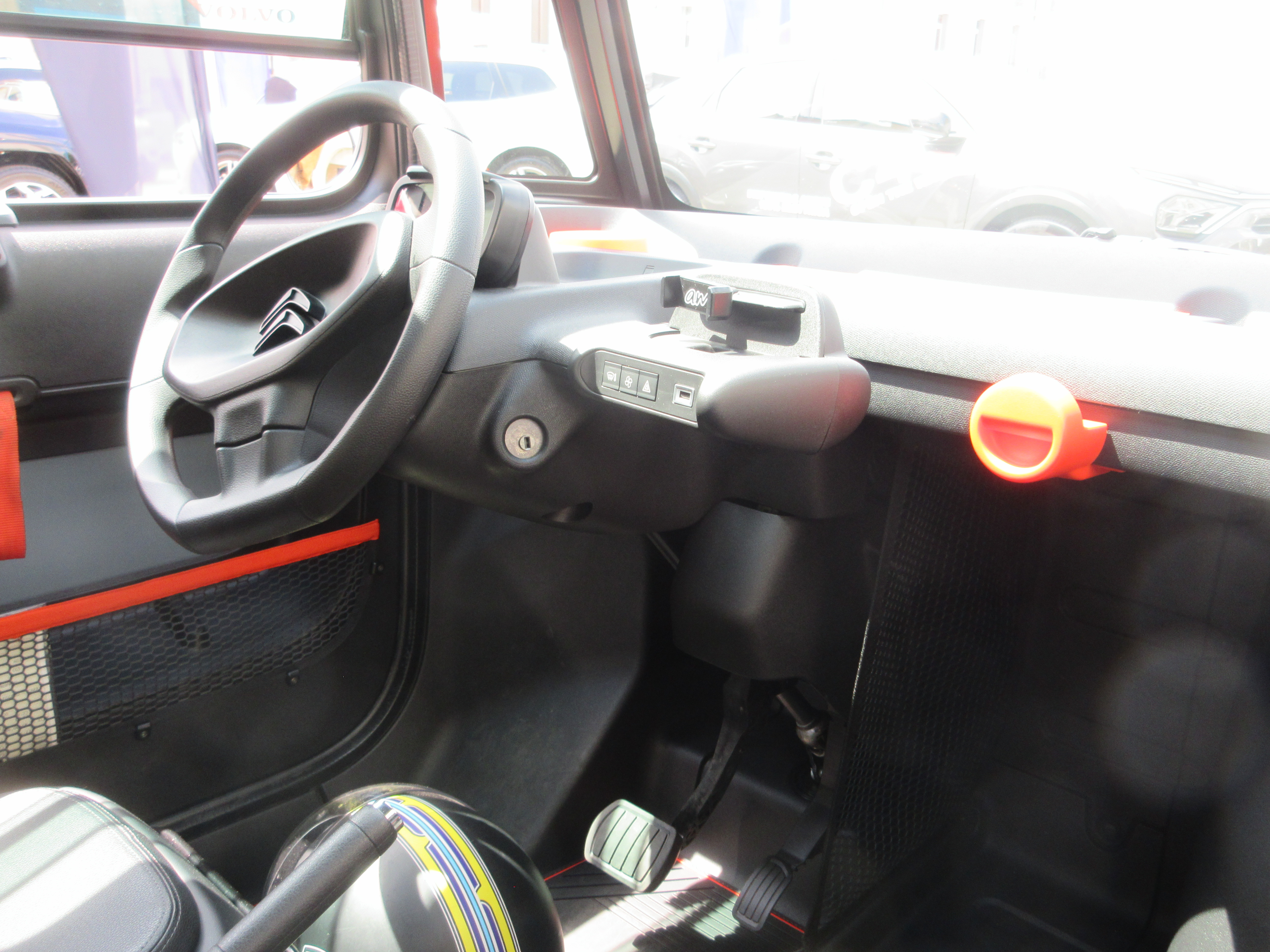
Intérieur.

### Phase 2
La version restylée de l'Ami est présentée le 14 octobre 2024 au Mondial de l'Auto. Le design adopte plus de relief, et le positionnement des phares et des antibrouillards est inversé.

## Historique

### 2021
Tout au long de l'année 2021, l'Ami est lancée très progressivement dans d'autres pays que la France : d'abord en Espagne et en Italie (qui devient rapidement son deuxième plus gros marché), puis en Belgique et enfin au Portugal. Les précommandes sont également ouvertes au Royaume-Uni dès septembre 2021 pour un lancement au mi-2022,. La version britannique est la même que proposée ailleurs en Europe : elle ne bénéficie pas d'un poste de conduite à droite. 
Les tout premiers exemplaires produits souffrent de nombreux problèmes de conception. En février 2021, Citroën rappelle tous les exemplaires en circulation pour une immobilisation de trois semaines dans le cadre d'une « campagne de rappel et de modernisation ». Un bon nombre des véhicules commercialisés jusqu'à cette date souffrent de plusieurs problèmes concernant l'étanchéité, le système d'ouverture et de fermeture des portières, le blocage du moteur d'essuie-glaces, la robustesse des points de soudure des soubassements, le système logiciel de la batterie, le système de freinage et le capteur de frein à main qui gêne la charge de la batterie. Il est possible que Citroën ait surestimé les capacités d'Altran (Capgemini Engineering) à concevoir un véhicule fiable alors que la conception de véhicule n'est pas la spécialité de ce sous-traitant. La plupart de ces erreurs de conception sont rapidement résolues par la marque en modifiant les procédures de fabrication en vigueur à son usine de Kénitra, mais des problèmes d'étanchéité (plancher, pavillon, portières) continuent d'affecter des exemplaires nouvellement produits, nécessitant une courte intervention en atelier.
En août 2021, Opel dévoile la Rocks-e, jumelle de l'Ami destinée principalement au marché allemand.

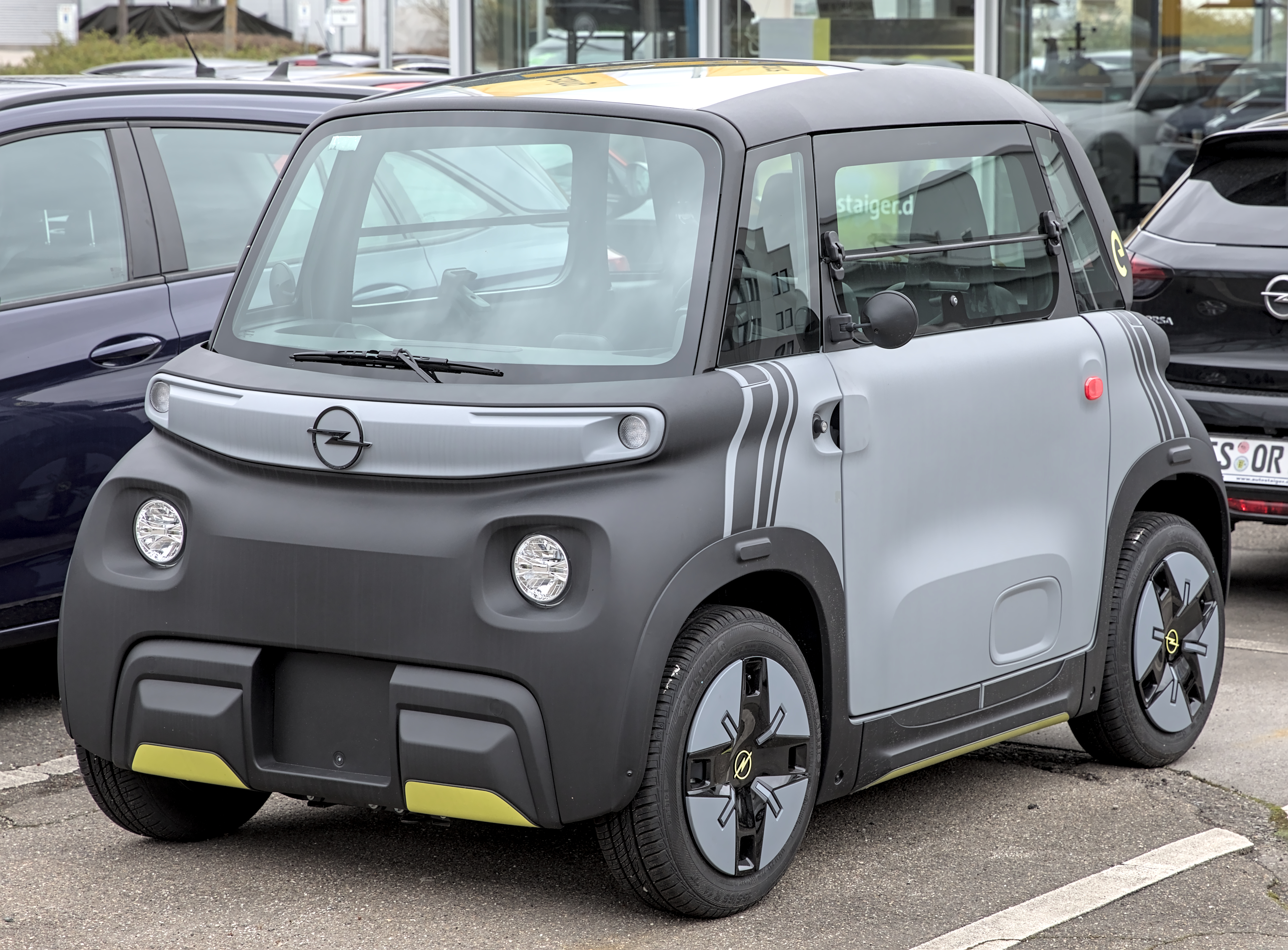
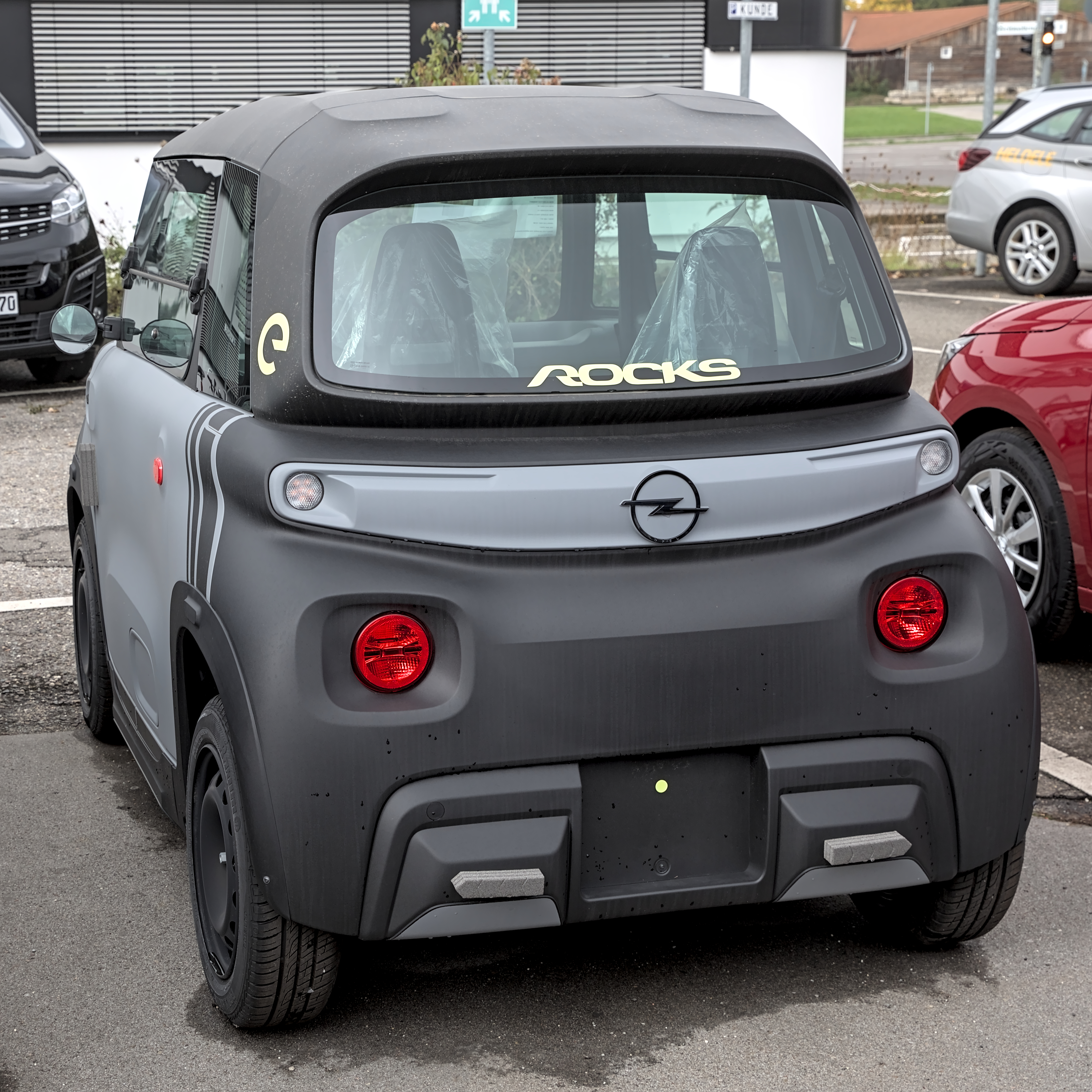

Depuis le 9 novembre 2021, deux exemplaires de l'Ami sont à disposition pour l'un de la police, pour l'autre des garde-côtes de l'île grecque de Chalki. Comme l'indique Citroën dans un communiqué, ces deux Ami ont pour objectif d'accompagner l'île dans son objectif de devenir « un espace de mobilité durable, sans émission de gaz à effet de serre ». En effet, ces exemplaires restent bridés à 45 km/h, ce qui fait de l'Ami le véhicule de police le moins rapide du monde,.
En décembre 2021, Citroën commence à commercialiser l'Ami dans son pays de production, le Maroc.
Citroën présente en décembre 2021 un show car de véhicule baroudeur basé sur l'Ami, équipé de pneus crantés, d'une roue de secours placée sur une galerie de toit, de pare-buffles et de grilles de phares.

Citroën My Ami Buggy Concept au salon Rétromobile 2022
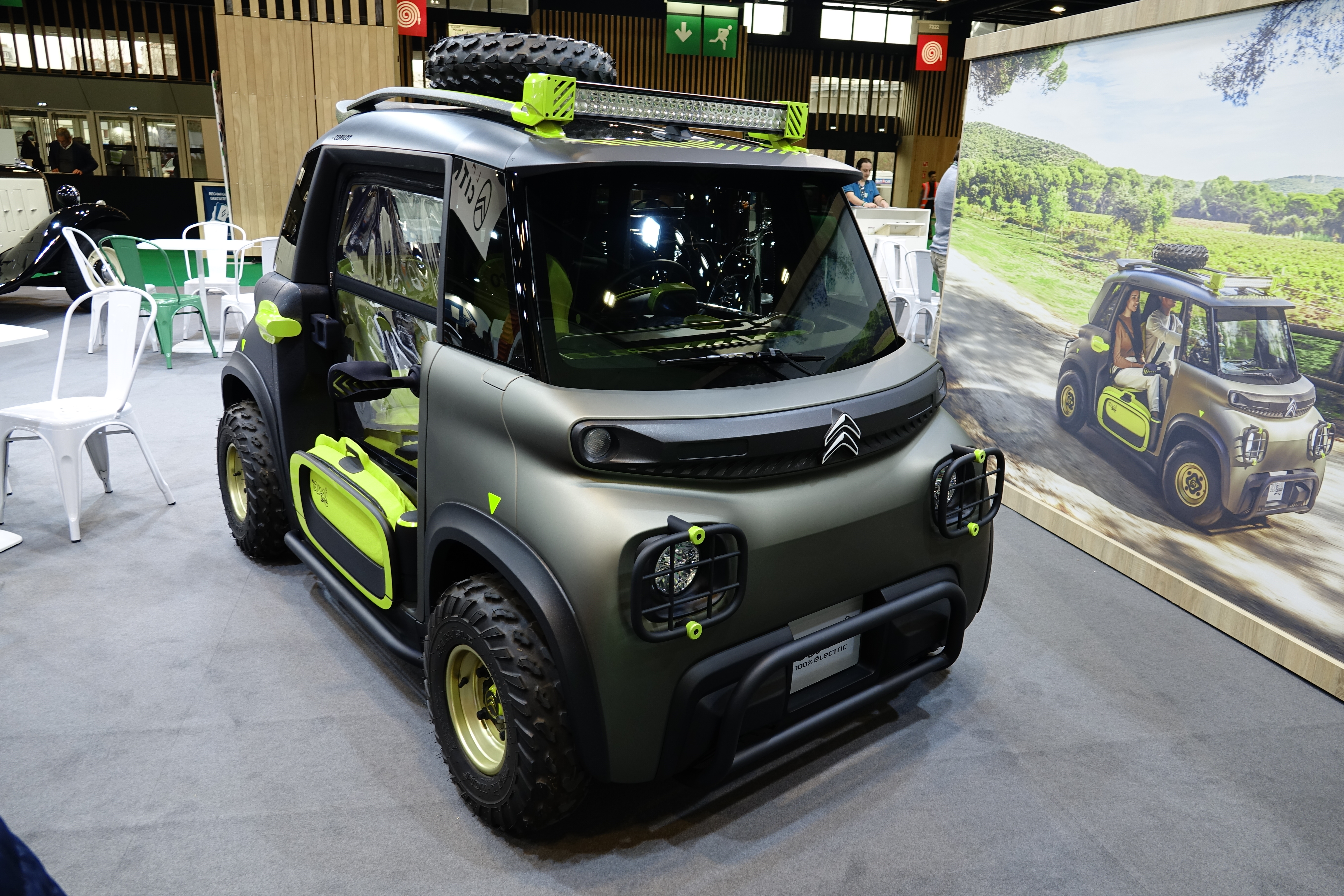
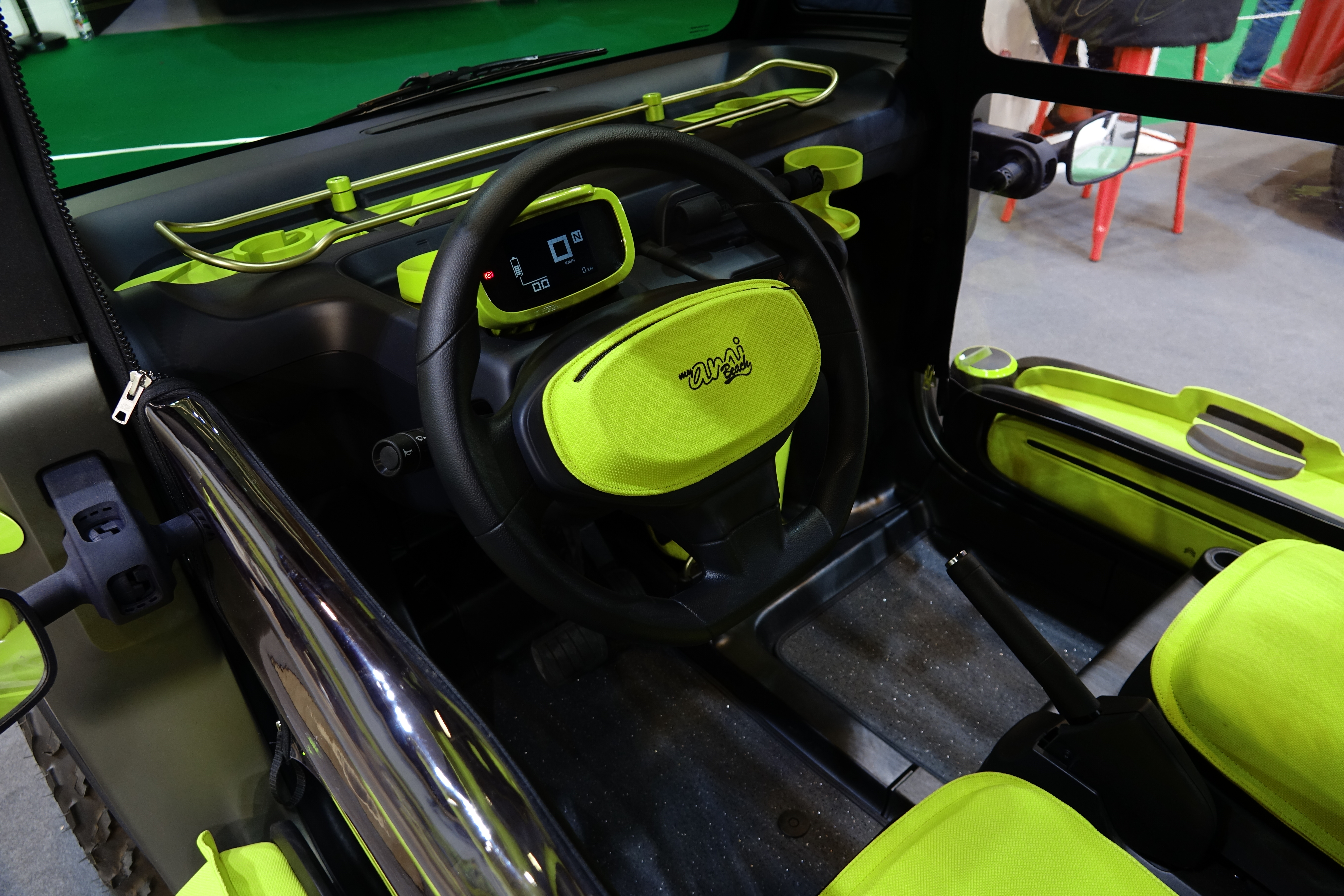
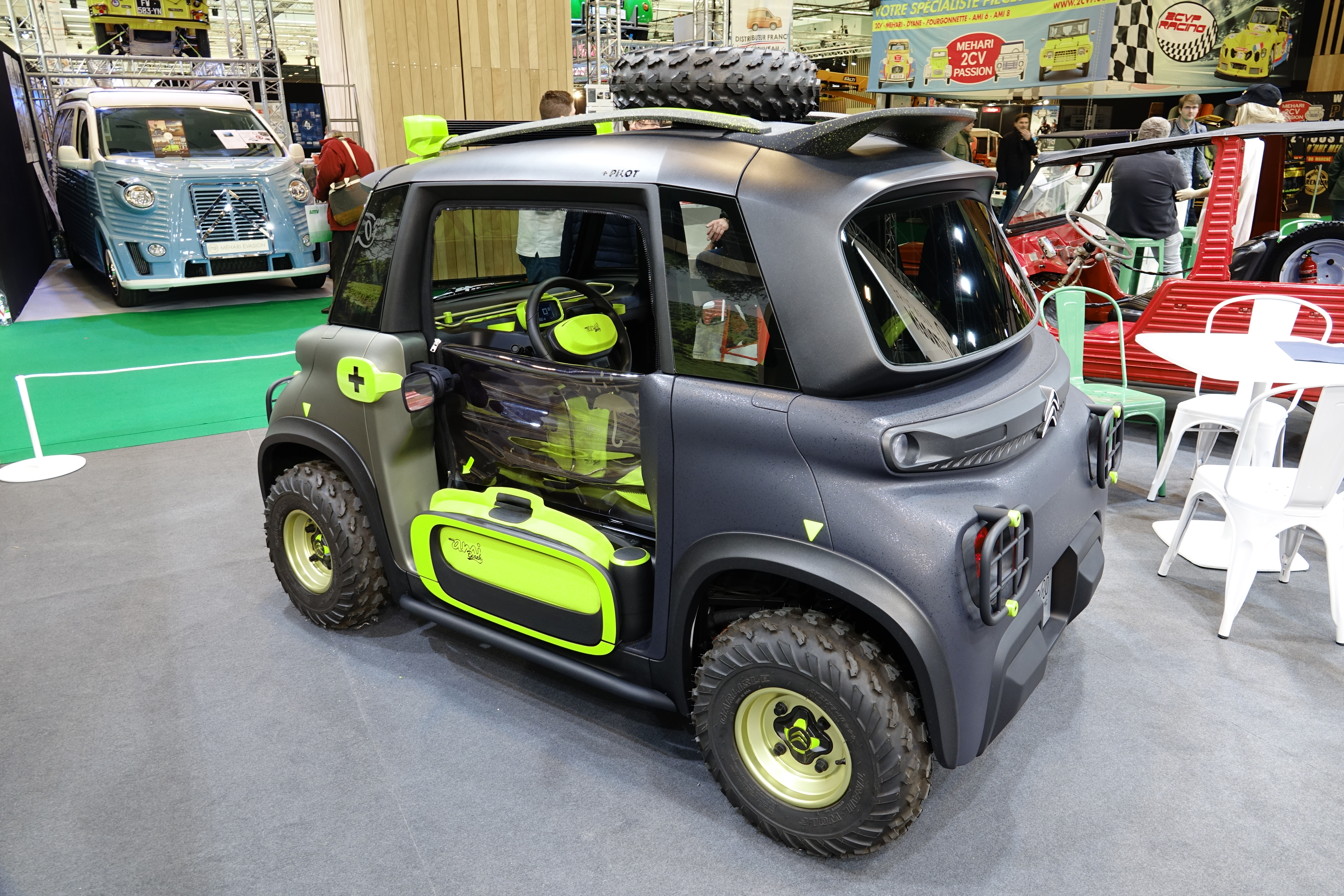
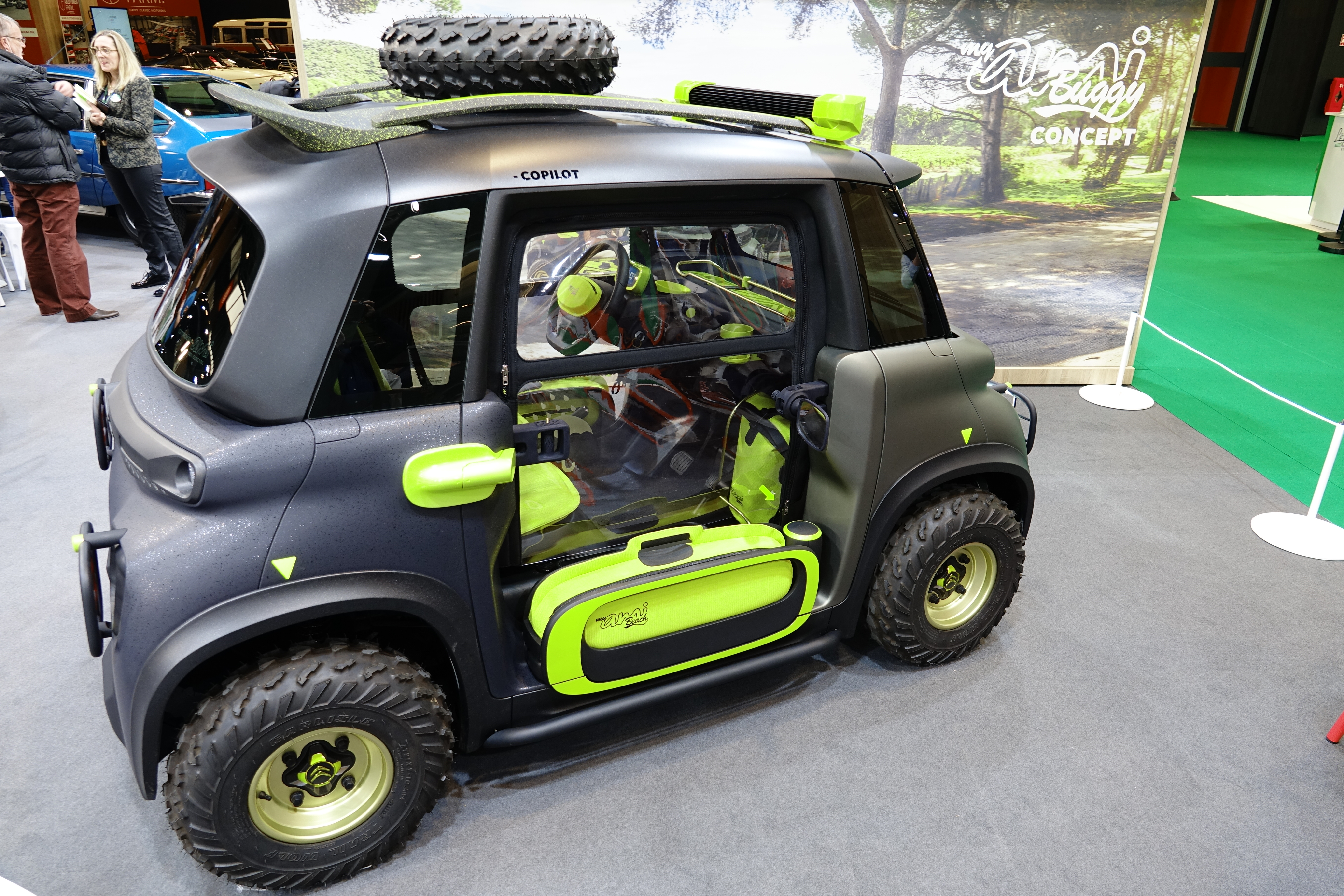

### 2022
En 2022, le modèle commence sa carrière en Grèce et en Turquie,,. La version Opel est exportée pour la première fois hors d'Allemagne, aux Pays-Bas, où elle cohabite avec la Citroën Ami,.

### 2023

#### Citroën / Opel
En janvier 2023, le modèle Opel est renommé Opel Rocks Electric.
En juin, la Citroën Ami est lancée en Suisse.

#### Fiat
En mai 2023, un dérivé de l'Ami badgé par le constructeur italien Fiat du véhicule est présentée. Elle est nommée Fiat Topolino (il s'agit alors de la version découvrable Fiat Topolino Dolcevita, bien que ce nom ne soit pas formulé à ce moment-là). Le nom Topolino est une référence à la Fiat 500 Topolino de 1936, mais l'esthétique du véhicule rappelle plutôt la Fiat 500 de 1957. Les modifications de style effectuées sont bien plus importantes que sur la version Opel.
En juillet 2023, Fiat ouvre les commandes en France et en Italie. Le constructeur italien effectue alors la présentation complète de la Topolino, dont la gamme est composée de deux variantes : « berline » classique (Topolino) et « cabriolet » découvrable (Topolino Dolcevita). La Topolino Dolcevita, dans le sillage de véhicules de loisirs pour les côtes tels que la Fiat 500 Jolly de Ghia, est équipée d'un toit en toile, de portières amovibles et peut bénéficier d'une douche portative optionnelle,.

Fiat Topolino
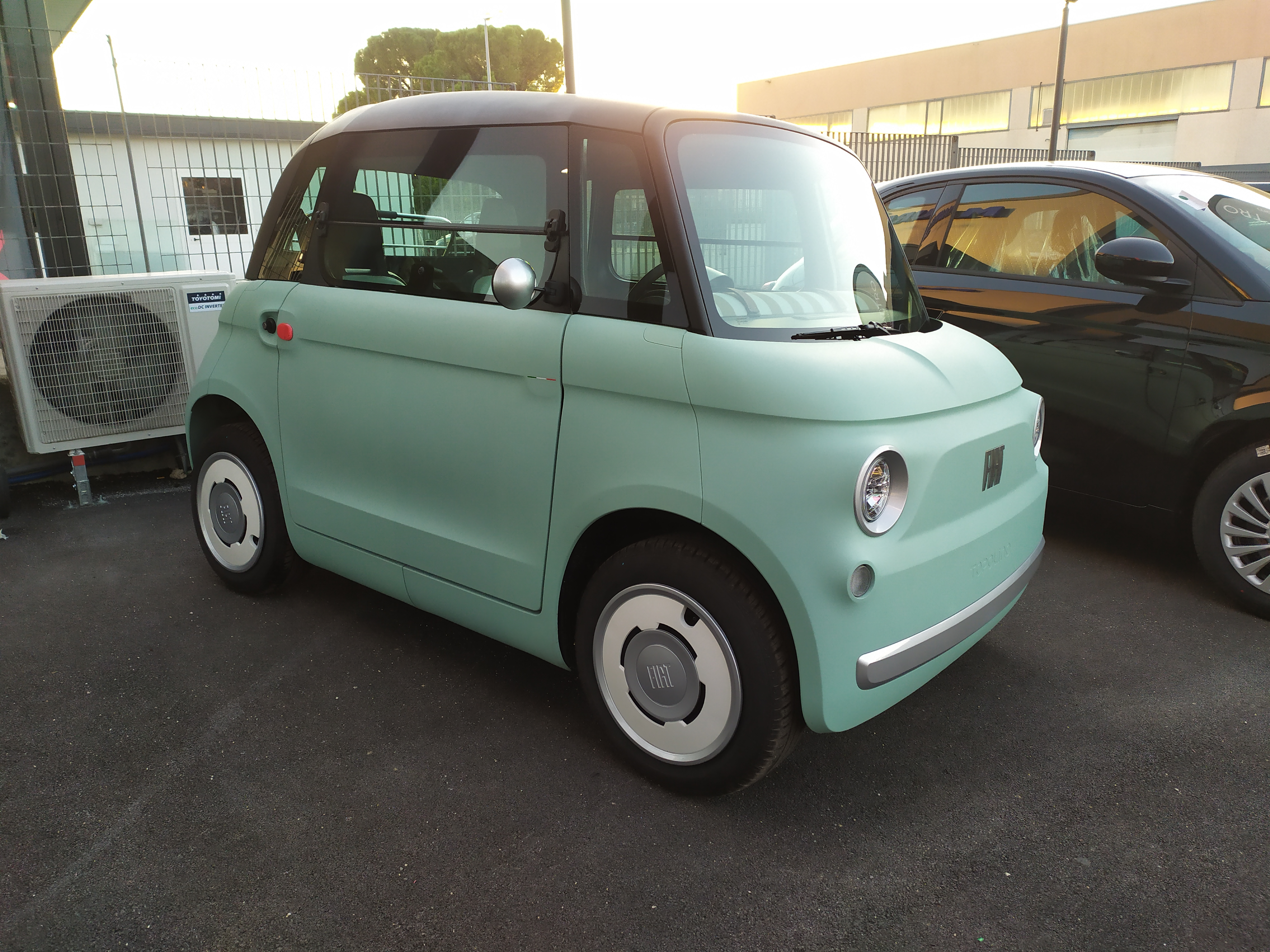
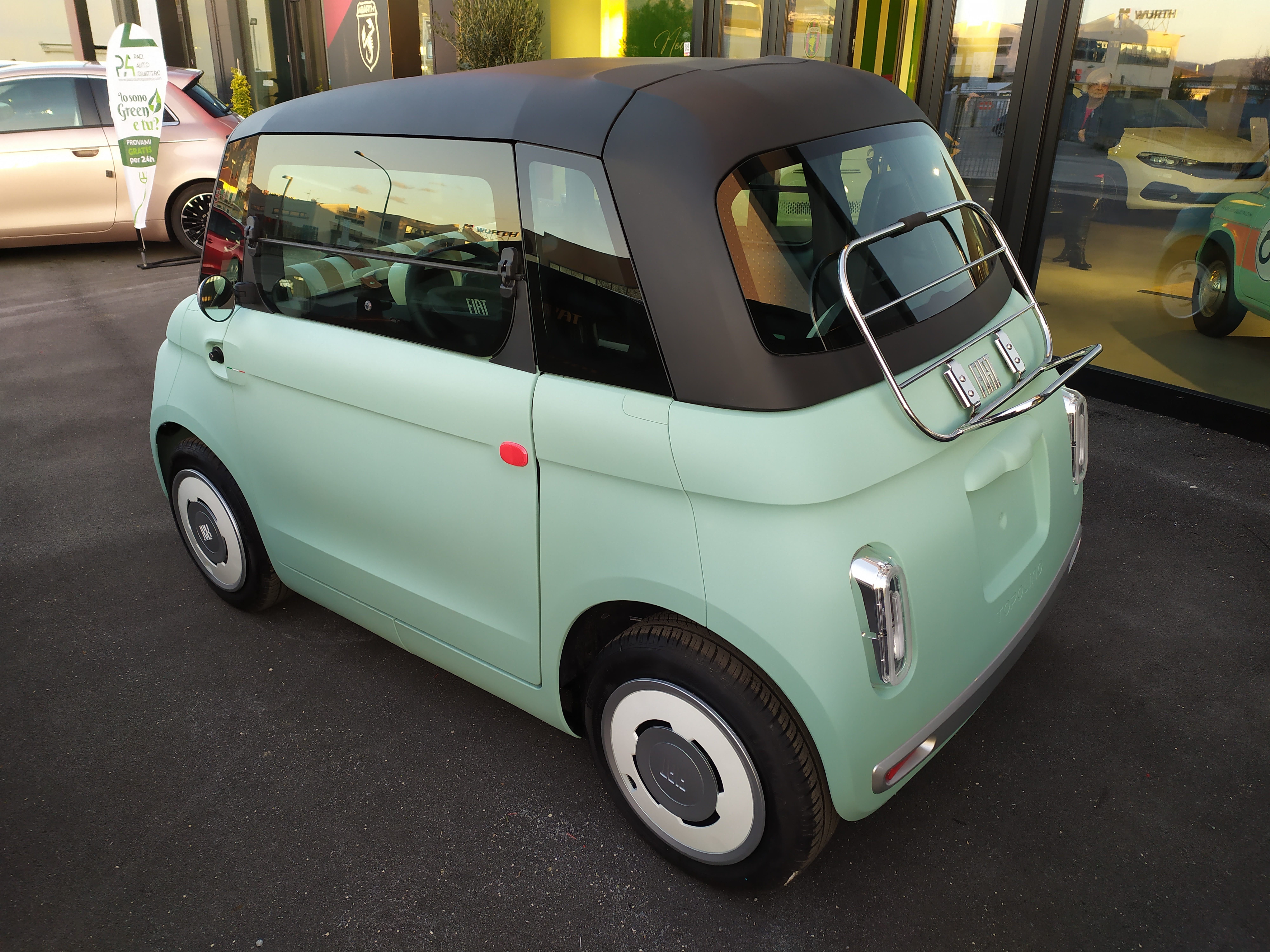

### 2024

#### Citroën
En mai 2024, Citroën change l'unique couleur bleue de l'Ami pour du marron. De plus, les ambiances disponibles évoluent.
L'Ami devient disponible à l'Allemagne, mettant fin à l'exclusivité de l'Opel Rocks-e dans ce pays.

#### Fiat
En mai 2024, les douanes italiennes bloquent au port de Livourne, en Toscane, un lot de 134 Fiat Topolino. Il est reproché au modèle d'être affublé d'autocollants aux couleurs drapeau italien sur les portières, alors que celui-ci est fabriqué à Kénitra, au Maroc. Une enquête est lancée contre Stellantis, l'Italie jugeant que ces autocollants constituent une violation de la loi financière de 2004, considérant comme délictuelle « la commercialisation de produits portant des indications de provenance ou d'origine fausses et trompeuses ». C'est cette même loi qui avait été invoquée 2 mois plus tôt par le gouvernement italien lors de la présentation de l'Alfa Romeo Milano, portant le nom de la ville italienne de Milan mais fabriqué en Pologne, et qui avait conduit Stellantis à renommer le modèle Alfa Romeo Junior.
Stellantis se justifie en argumentant que l'entreprise « a opéré dans le plein respect des règles, en communiquant de manière transparente le pays de production de la Topolino, sans aucune intention trompeuse à l'égard des consommateurs » et que « l'autocollant en question avait pour seul but d'indiquer l'origine entrepreneuriale du produit. En effet, le design de la nouvelle Topolino, voiture historique de Fiat depuis 1936, a été conçu et développé à Turin par une équipe de professionnels du Centro Stile Fiat de Stellantis Europe S.p.A., une société italienne. En outre, depuis la présentation du nouveau modèle, l'entreprise a toujours précisé qu'il était fabriqué au Maroc ». Il convient toutefois de rappeler que la Fiat Topolino est une simple version redessinée de la Citroën Ami, cette dernière ayant été conçue par le sous-traitant Altran, et non pas en Italie. Le groupe accepte de retirer les autocollants incriminés afin de débloquer la situation.
Au mois d'août 2024, la Carrozzeria Garavani présente une version de luxe de la Topolino, totalement redessinée. La production est prévue à 10 exemplaires et le prix démarre à 45 000€.

## Les différentes versions

### Finitions

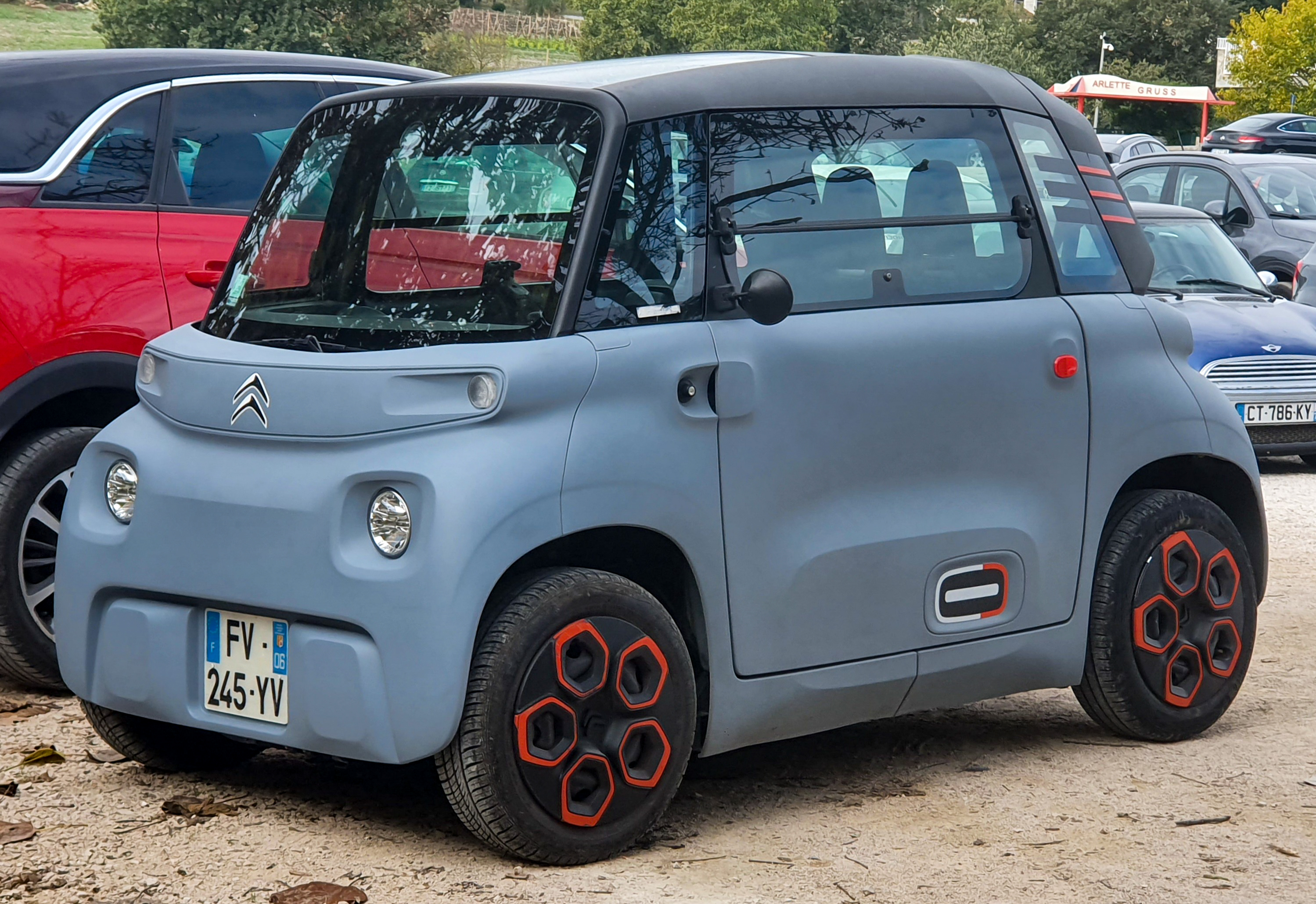
Citroën Ami avec pack Orange.

L'Ami ne peut recevoir ni climatisation, ni système audio intégré, ni airbags.

#### Ami
Toit panoramique, système de chauffage.

#### My Ami (Ami +)
Quatre packs de décorations des roues, des custodes et de la "gélule" en bas de porte : Orange, Khaki, Grey, Blue. Filet central de séparation, filet de porte, tapis de sol, bac de rangement sur la planche de bord, crochet pour sac, pince pour smartphone, périphérique dongle Bluetooth, port USB.
Deux styles visuels (appelés « ambiances ») sont disponibles pour l'Ami My Ami. La « Pop », typé « sport » avec des éléments orange et béquet arrière, et le « Vibe », à tendance « baroudeuse » avec barres de toit et passage de roues en plastique.
En mai 2024, les versions Pop et Tonic sont supprimées, et font place à une unique nouvelle ambiance Peps.

### Séries spéciales

#### My Ami Buggy
Première série, sortie en juin 2022, limitée à 50 exemplaires au prix de 9 790 € hors bonus écologique, écoulés en 17 minutes et 28 secondes sur le site internet,

#### My Ami Deezer
Sortie en novembre 2022, offerte avec un abonnement à la plateforme de streaming musical Deezer, limitée à 2000 exemplaires.

#### My Ami Buggy
Seconde série, sortie en mars 2023, limitée à 1000 exemplaires. Les 800 exemplaires mis en vente en ligne sont écoulés en 10h.

#### Caselani Type-Ami
En 2025, au salon Rétromobile, le carrossier italien Fabrizio Caselani et son designer David Obendorfer proposent un modèle inspiré de la Citroën Type H.
My Ami For All
Modèle destiné aux Personnes à Mobilité Réduite. Offre une aide au transfert de la chaise roulante à la voiture, au chargement de la chaise roulante à l'intérieur de la voiture ou à l'extérieur si 2 passagers, une aide à la conduite.

## Caractéristiques techniques
Elle ne dispose que de deux portes, les espaces de rangements étant accessibles par les ouvertures passager et conducteur.

### Motorisation et batterie
Le quadricycle est équipé d'un électromoteur d'une puissance de 6 kW (8 ch) fonctionnant sous 48 V fabriqué par l'équipementier français Valeo.
L'Ami reçoit une batterie lithium-ion d'une capacité de 5,8 kWh, de marque E4V. Sa tension nominale est de 48 V et elle pèse 59 kg (E4V-120-48),.
Elle est rechargeable en trois heures sur une prise domestique (230 V), et offre une autonomie maximale de 75 km. Le câble de recharge se replie à l'intérieur de l'aile arrière côté passager.
| Logo de Citroën            | Citroën Ami. |
| -------------------------- | ------------ |
| Puissance maximale ch (kW) | 9 (6)        |
| Couple maximal (N m)       | 40           |
| Vitesse maximale (km/h)    | 45           |
| Masse à vide (kg)          | 482          |
| Autonomie (WLTP) (km)      | 75           |
| Batterie                   |              |
| Type                       | Lithium Ion  |
| Capacité brute (kWh)       | 5,35         |
| Puissance (Ah)             | 120          |
| Temps de recharge          |              |
| sur une prise domestique   | 3 heures     |
| Dimensions                 |              |
| Longueur (mm)              | 2410         |
| Largeur (mm)               | 1390         |
| Hauteur (mm)               | 1525         |
| Rayon de braquage (m)      | 7,2          |
| Charge utile (kg)          | 140          |

### Mécanique
Elle est équipée de suspensions Pseudo McPherson à l'avant et d'un train arrière à essieu souple. Il y a des freins à disque à l'avant et à tambours à l'arrière. Elle est équipée de pneus 155/65R14.

### Châssis et carrosserie
Le châssis de véhicule est tubulaire, et est en partie visible à l'intérieur. La citadine présente une symétrie centrale entre ses côtés droit et gauche. Afin de réduire les coûts de production des pièces de carrosseries, celles-ci sont les mêmes sur chaque profil, de même que le bouclier avant est identique au bouclier arrière. Ainsi elle bénéficie de portes à ouvertures contraires, classique pour le passager et antagoniste pour le conducteur.

## Production
En France, Citroën immatricule 5 949 Ami pour l'année 2021, soit 22,2 % du marché français des quadricycles.
D'après Citroën, les acheteurs sont essentiellement une famille avec deux adolescents, multi-motorisée ; 40 % des utilisateurs ont moins de 18 ans. Les adolescents issus de familles aisées constituent la principale cible du véhicule, la ville de Deauville compte par exemple le plus grand nombre de Citroën Ami par habitant.
De son lancement à juillet 2022, plus de 23 000 commandes sont enregistrées par Citroën pour l'Ami sur l'ensemble des marchés dans lesquels elle est vendue. Plus de 13 300 commandes concernent la France, pays dans lequel 83 % des clients sont des particuliers et 17 % des professionnels. En Italie, plus de 6 700 commandes sont enregistrées, dont 94 % de clients particuliers. Citroën annonce qu'il y a eu 780 commandes pour l'Espagne, 724 pour la Belgique et 476 pour le Portugal. 641 Ami sont en outre destinées à des clients professionnels grecs et turcs, et 2 000 pré-commandes ont été enregistrées au Royaume-Uni.
En mai 2024, Citroën annonce avoir passé le cap des 50 000 clients.

## Concept cars

### Citroën Ami One Concept

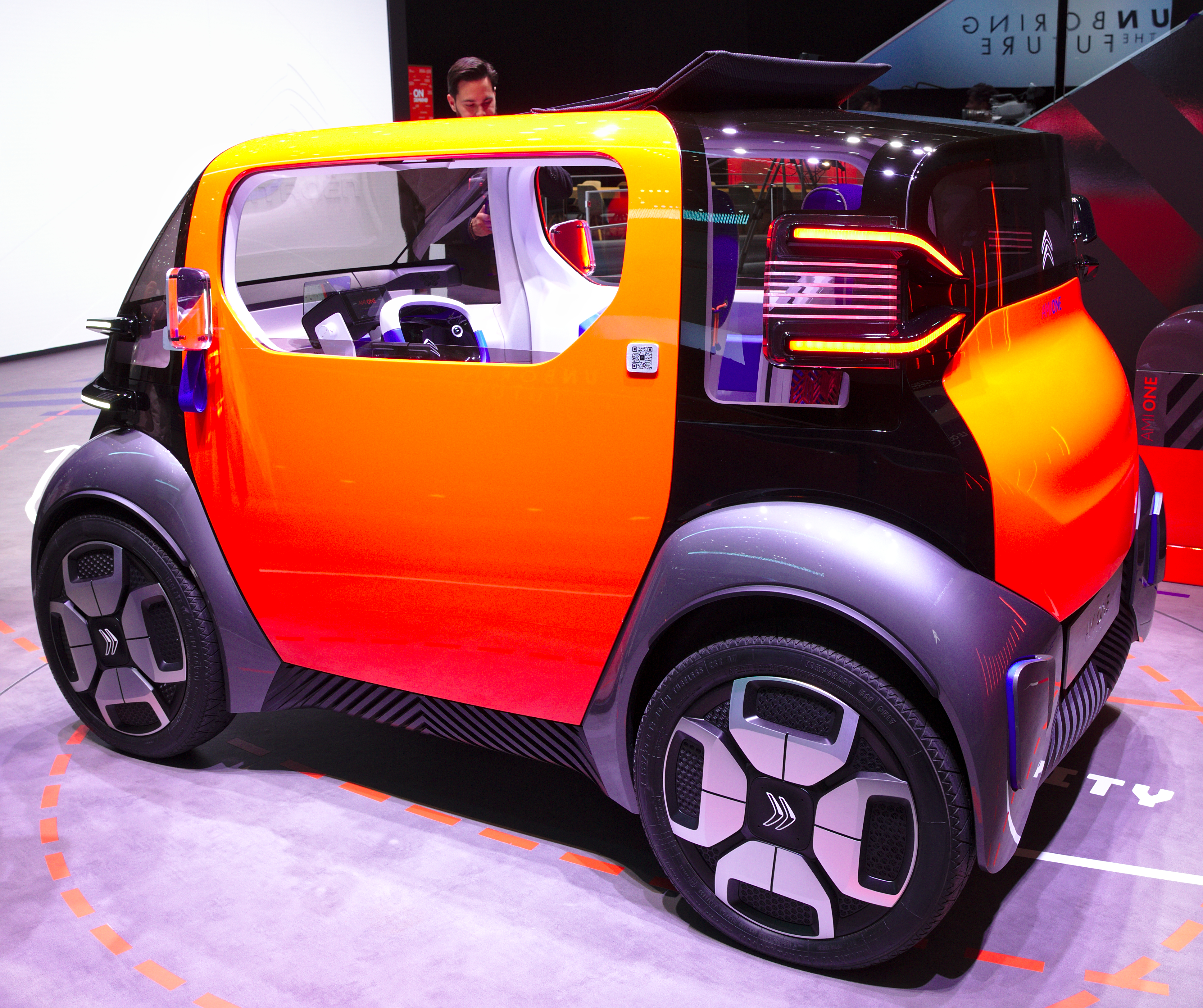
Citroën Ami One au salon de Genève 2019.

La Citroën Ami est préfigurée par le concept car Citroën Ami One concept présenté au salon international de l'automobile de Genève 2019.

### Opel Rocks E-xtreme

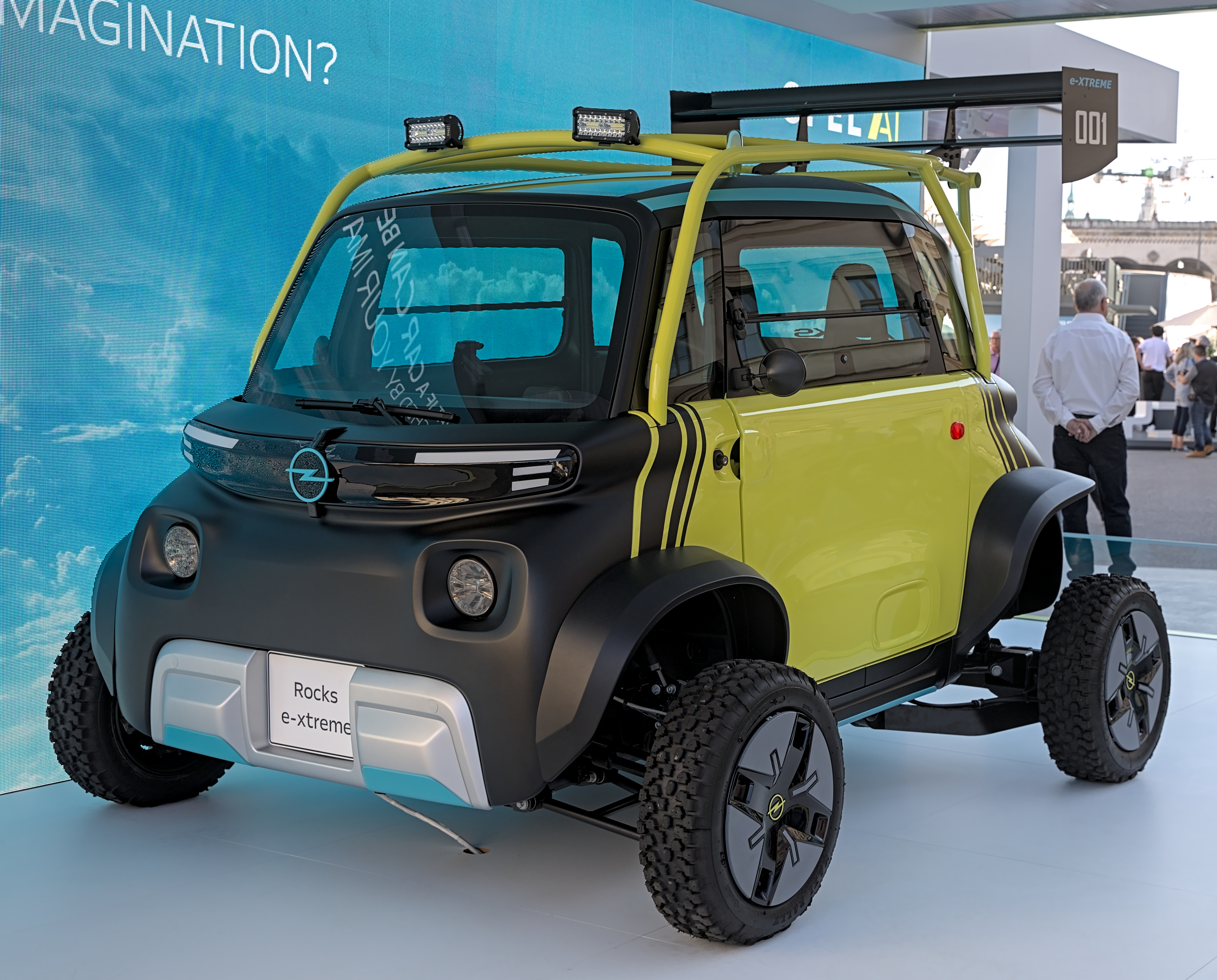
Opel Rocks E-xtreme

À la suite d'un concours de design en 2022, Opel produit l'année suivante un exemplaire show car d'une version tout-terrain de la Rocks, appelée Opel Rocks E-xtreme.

### Citroën Ami Buggy Vision
Le concept car Citroën Ami Buggy Vision est présenté au Mondial de l'automobile de Paris 2024, annonçant la version restylée de l'Ami.

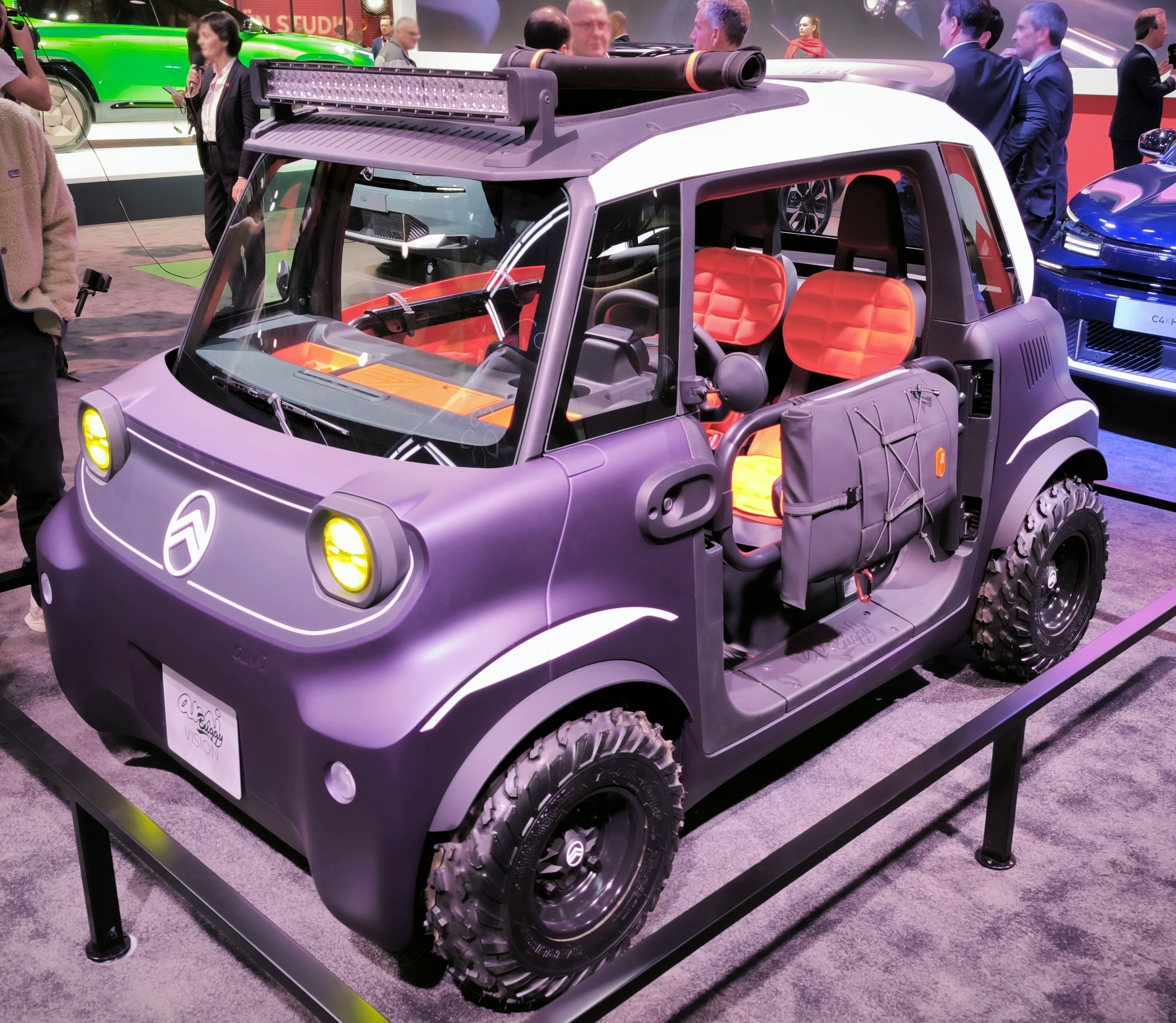
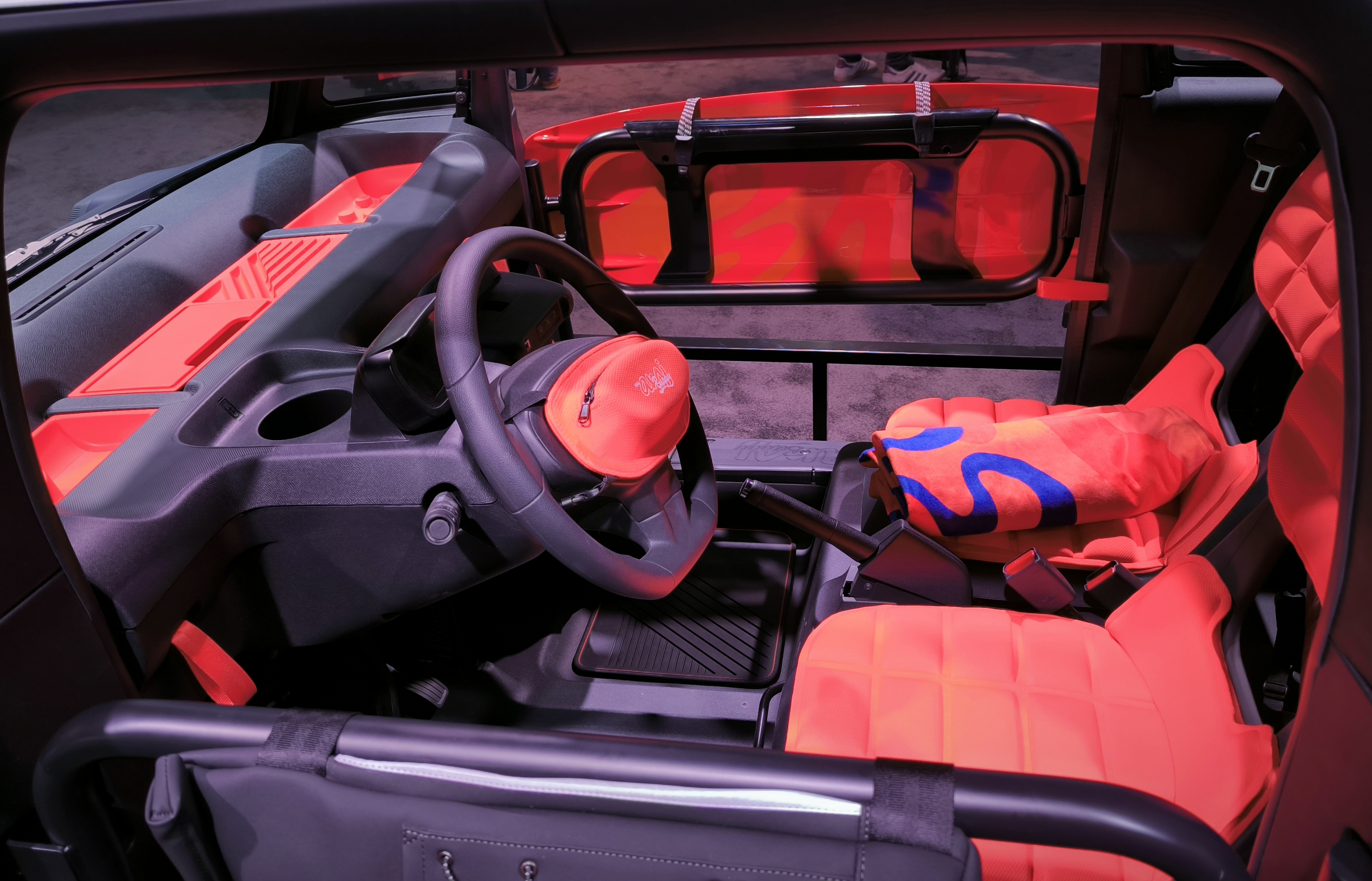
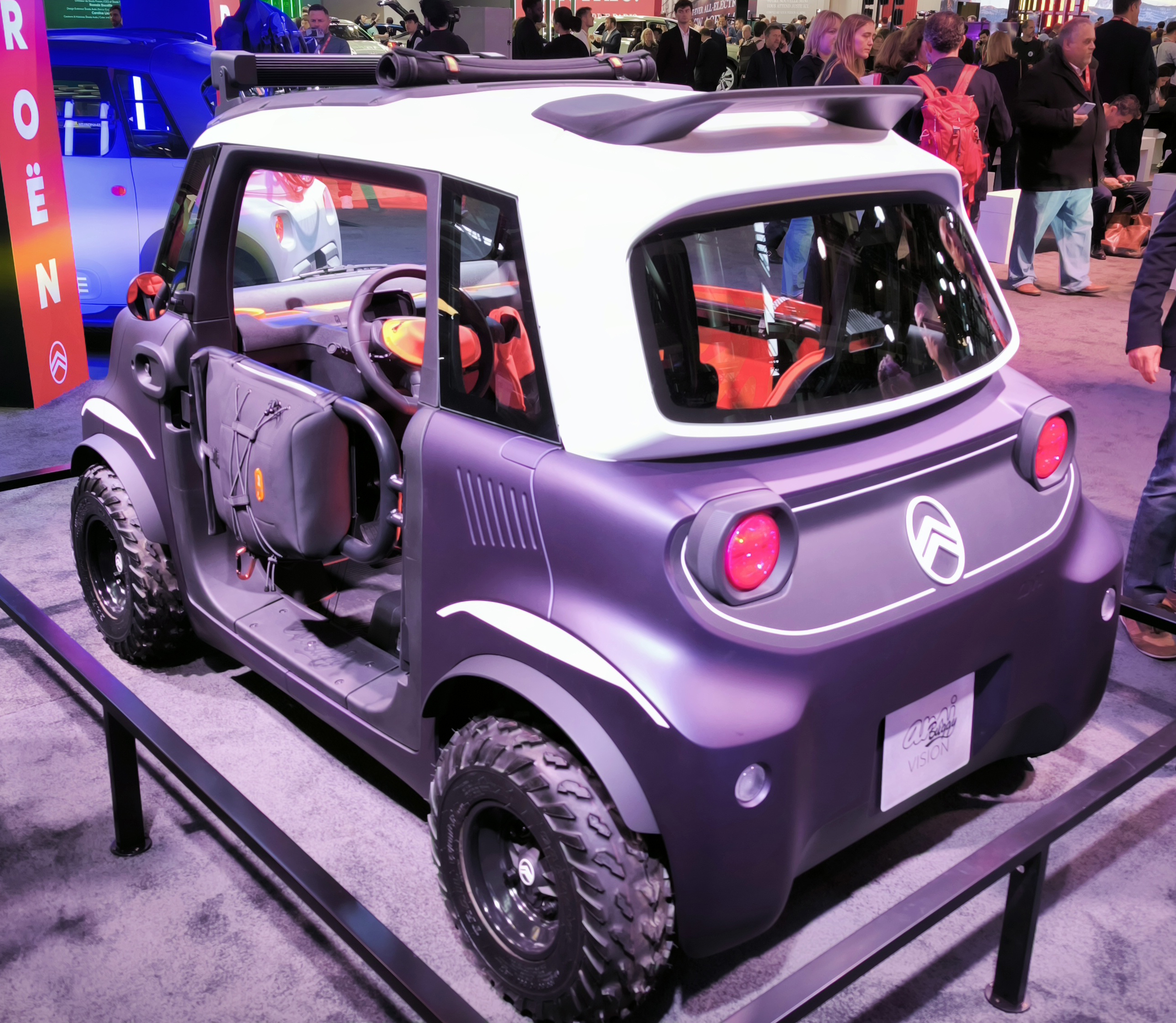